# Kaitha
Pandanus fascicularis
Espèce
Classification phylogénétique
Synonymes
- Pandanus odoratissimus
- Pandanus odorifer [2]

Le kaitha ou ketaki (केतकी) (Pandanus fascicularis syn. Pandanus odoratissimus) est un arbuste à fleurs que l'on trouve à l'état sauvage dans le sud de l'Inde, les îles Andaman-et-Nicobar et le Myanmar. Également connu sous les noms keora, keori, keura, kewda, kewra, keya, pin à vis ou encore arbre parapluie. Sa fleur est mentionnée dans le Shiva purana comme étant maudite par Shiva.
Il a été introduit en Arabie, où il est connu sous le nom de al-kādī (الكادي). Le kaitha y est cultivé dans les piémonts et les vallées de l'ouest du Yémen, du sud-ouest de l'Arabie saoudite (Asir) et à Oman (Dhofar, Monts Hajar). Il s'est aussi répandu le long de la côte est-africaine, retrouvé notamment en Tanzanie.
Aux Maldives, il est appelé maakashikeyo (މާކަށިކެޔޮ).

## Utilisations de la fleur
- Elle est utilisée en parfumerie sous forme d'huiles aromatiques ou de distillations odoriférantes appelées « keorra-ka-arak » (en hindoustani : केवड़े का 'अरक़ ou کیوڑے کا عرق ; qui signifie « Eau de Keora »). C'est l'huile essentielle de Kewra.
- Ces huiles et distillations sont des stimulants et antispasmodiques utilisés contre les maux de tête et les rhumatismes.
- La fleur est également utilisée pour parfumer la nourriture.